# Cephalochrysa hovas
Cephalochrysa hovas är en tvåvingeart som först beskrevs av Jacques-Marie-Frangile Bigot 1859.  Cephalochrysa hovas ingår i släktet Cephalochrysa och familjen vapenflugor. Inga underarter finns listade i Catalogue of Life.